# اجدالو
اجدالو (به انگلیسی: Aggadalu) یک روستا در هند است که در کارناتاکا واقع شده‌است.